# Paolo Pizzetti
Paolo Pizzetti (* 24. Juli 1860 in Parma; † 14. April 1918 in Pisa) war ein italienischer Geodät, Astronom und Geophysiker.
Pizzetti studierte in Rom und war nach seinem Abschluss 1880 dort Assistent. Mit Giuseppe Pisati und Enrico Pucci führte er gravimetrische Messungen durch. 1886 wurde er in einem Wettbewerb Professor für Geodäsie an der Universität Genua und ab 1900 war er Professor für Geodäsie an der Universität Pisa.
Er schrieb den Artikel Höhere Geodäsie in der Enzyklopädie der mathematischen Wissenschaften. 1905 erschien in Bologna sein Trattato di Geodesia Teoretica. Er befasste sich auch mit astronomischen Messfehlern und mit Somigliani mit der Aufstellung eines Referenz-Schwereellipsoids der Erde.
Pizzetti schrieb bedeutende Werke über die Theorie der Fehler.
Ein Mondkrater ist nach ihm benannt.